# Bacillus cereus

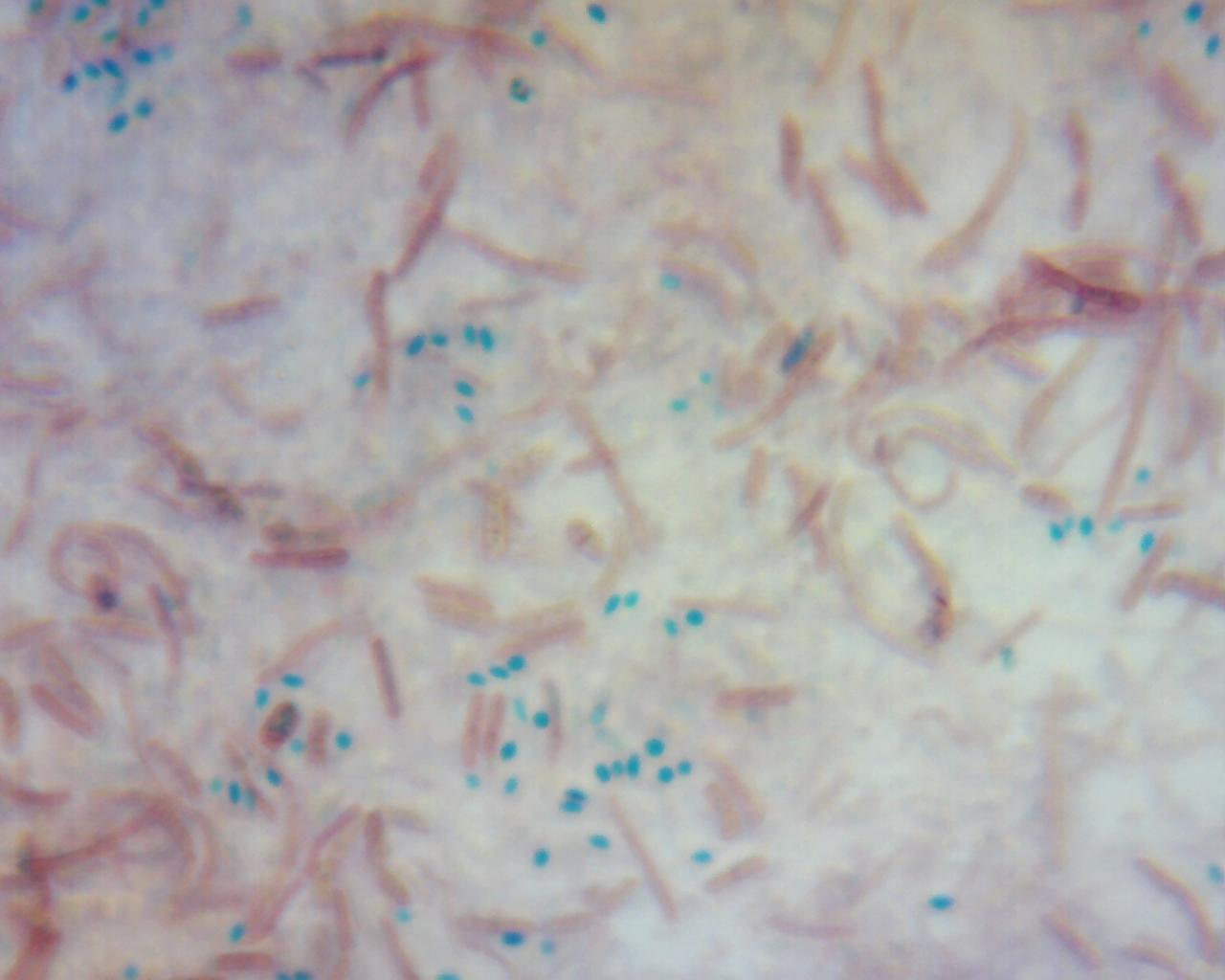
Bakterie Bacillus cereus barwione metodą Schaeffera-Fultona z widocznymi endosporami w kolorze zielono-niebieskim.

Laseczka woskowa (łac. Bacillus cereus) – gatunek Gram-dodatnich bakterii, z rodzaju Bacillus, rodziny Bacillaceae; czynnik etiologiczny m.in. zatruć pokarmowych.

## Charakterystyka drobnoustroju
B. cereus jest laseczką Gram-dodatnią, przetrwalnikującą, rosnącą w warunkach tlenowych. Morfologicznie bardzo podobna do laseczki wąglika, jednak w odróżnieniu od niej nie posiada otoczki i jest urzęsiona.

## B. cereusjako czynnik etiologiczny chorób
B. cereus jest gatunkiem względnie patogennym, co oznacza, że powoduje chorobę tylko w określonych warunkach. Laseczki i/lub ich spory występują powszechnie w środowisku oraz produktach spożywczych. Typowym schematem zakażenia jest spożycie potraw zbożowych (głównie z ryżu), które przechowywane są w temperaturze pokojowej, odgrzewane lub zasmażane.
Zatrucie pokarmowe może przybierać następujące postaci:
1. wymiotną, która charakteryzuje się stosunkowo krótkim okresem wylęgania (kilka godzin, ustępuje pod tym względem jedynie intoksykacjom gronkowcowym) i przebiega dość łagodnie;
2. biegunkową, która rozwija się dłużej (12-24 godziny) i ma bardzo intensywny przebieg.

Oprócz zatruć pokarmowych, B. cereus może być niekiedy czynnikiem etiologicznym innych chorób, jak na przykład:
- zakażenia oportunistyczne:

1. zapalenie płuc
2. infekcyjne zapalenie wsierdzia
3. zapalenie opon mózgowo-rdzeniowych
4. zapalenie gałki ocznej (prowadzące do ślepoty).

## Czynniki wirulencji
- Enterotoksyny:

1. termostabilna – niewrażliwa na kwaśne pH żołądka, działanie enzymów proteolitycznych i podwyższoną temperaturę; wytwarzają ją kiełkujące laseczki, a ma to miejsce w pożywieniu niewłaściwie przechowywanym. Wywołuje gwałtowne wymioty.
2. Termolabilna – produkowana w różnych wariantach w jelicie po spożyciu laseczek bądź ich przetrwalników. Powoduje biegunki.

- Enzymy degradujące tkanki, np. fosfolipazy.

## Terapia
W przypadku zatruć pokarmowych preferuje się leczenie objawowe i podtrzymujące. W przypadku pozostałych zakażeń preferuje się terapię wankomycyną.